# ホワイト (映画)
『ホワイト』(ほわいと、原題:화이트: 저주의 멜로디)は、2011年に公開された韓国のホラー映画である。

## 概要
『ホワイト』は、キム・ゴック、キム・ソンが監督し、ある曲をきっかけに一躍人気者となったグループアイドルが思わぬ事態に遭遇するサスペンス・ホラー映画である。
本作では、主役のウンジュ役でウンジョン(T-ARA)や歌手役でジュノ(2PM)などK-POPのグループメンバーやガールズグループ役でAFTERSCHOOLなどが出演している。また、音楽監修を新沙洞の虎が担当し、振付を三枝真希が担当している。
韓国では副題を含めて『화이트: 저주의 멜로디』(ホワイト:呪いのメロディ)となっているが、日本では『ホワイト』として公開された。映画振興委員会が発表した2011年の韓国映画観客動員数ランキングでは、総合28位となった。

## あらすじ
なかなか人気のでないガールズグループ"ピンク・ドールズ"のリーダー・ウンジュは、たまたま所属事務所で古いアイドルのテープを発見し、その中に入っていた楽曲を"ホワイト"としてリメイクする。リメイク曲は大ヒットし、一躍スターダムに躍進する。人気がでるとメンバー間の競争が激化するが、そんな中"ホワイト"のセンターとなったメンバーが事故にあう事態となる。事故の原因が"ホワイト"にあるのではと考えたジェニが、秘密を探りはじめる。

## キャスト
ウンジュ
演 - ウンジョン(T-ARA)
ガールズグループ"ピンク・ドールズ"のリーダー。バックダンサー出身で最年長扱いをされている。
ジェニ
演 - チン・セヨン
ガールズグループ"ピンク・ドールズ"のメンバー。高音に少々難のあるボーカル。
アラン
演 - チェ・アラ
ガールズグループ"ピンク・ドールズ"のメンバー。整形中毒といわれるほど美容整形にはまっている。
シンジ
演 - メイダニ
ガールズグループ"ピンク・ドールズ"のメンバー。抜群のダンスセンスを持っている。
スネ
演 - ファン・ウスレ
ガールズグループ"ピンク・ドールズ"のメンバー。コーラス担当。

## 派生商品
- 『ホワイト』DVD(2012年3月2日、ジェネオン・ユニバーサル・エンターテイメント)

## 外部サイト
- ホワイト - IMDb（英語）
- ホワイト - KINENOTE
- ホワイト (2011年製作の映画) - 映画情報・レビュー・評価・あらすじ - Filmarks
- 映画『ホワイト』予告編 - YouTube - シネマトゥデイ